# Epamera iasis
Epamera iasis är en fjärilsart som beskrevs av William Chapman Hewitson 1865. Epamera iasis ingår i släktet Epamera och familjen juvelvingar. Inga underarter finns listade i Catalogue of Life.